# Nancy Zeelenberg
Jannetje (Nancy) Zeelenberg (Rotterdam, 26 juli 1903 - Rotterdam, 22 april 1986) was een Nederlandse juriste en politica.

## Familie
Zeelenberg was een dochter van notaris Marinus Quirinus Zeelenberg en Alida Froukje Oosterhoff. Ze kwam uit een welgesteld milieu en werd na het overlijden van haar moeder opgevoed door een kinderjuf. Ze bleef ongehuwd.

## Loopbaan
Zeelenberg studeerde Nederlands recht aan de Universiteit Leiden. Ze was lid van de Vereeniging van Vrouwelijke Studenten te Leiden. Na haar studie vestigde ze zich als advocaat en procureur in haar geboorteplaats.
Ze was actief op het gebied van vrouwenemancipatie en was onder meer voorzitter van de Onderlinge Vrouwenbescherming, afdeling Rotterdam, presidente van de Vereniging voor Vrouwenbelangen en Gelijk Staatsburgerschap (1946-1950) en lid van de Commissie van Onderzoek naar de in de Rijksdienst werkzame gehuwde ambtenaressen (1949-1952).
In 1955 was ze VN vrouwenvertegenwoordiger en ging ze naar de Algemene Vergadering van de Verenigde Naties om daar een speech te geven.

### Politieke loopbaan
Zeelenberg was lid van de Vrijzinnig-Democratische Bond, tot ze in februari 1946 overstapte naar de Partij van de Arbeid.

#### Lokaal
Zeelenberg was ruim 20 jaar actief in de gemeentelijke politiek in Rotterdam. Ze was gemeenteraadslid (1946-1967) en werd in 1956 de eerste vrouwelijke wethouder van Rotterdam, met de portefeuilles financiën (1956-1958) en financiën en kunstzaken (1958-1967). Ze was enige tijd locoburgemeester (1962-1967). Ze deed veel voor de havenstad en had als bijnaam 'de ongekroonde koningin van Rotterdam'. Bij haar afscheid als wethouder, in 1967, ontving ze de zilveren Wolfert van Borselenpenning en de Penning van de Maze van de gemeente Rotterdam.

#### Provinciaal en landelijk
Zeelenberg werd verkozen tot lid van de Provinciale Staten van Zuid-Holland (1946-1954). Van 16 september 1952 tot 22 november 1958 was ze lid van de Tweede Kamer der Staten-Generaal. Ze hield zich als Kamerlid vooral bezig met justitie (onder andere familierecht) en zette zich in voor de emancipatie van de vrouw.
Van 20 september 1960 tot 10 februari 1967 was Zeelenberg lid van de Eerste Kamer en vervolgens lid van de Raad van State, de tweede vrouwelijke staatsraad ooit (1967-1978). Ze was woordvoerster justitie en financiën van de PvdA in de Tweede en Eerste Kamer.
De politica werd benoemd tot Ridder in de Orde van de Nederlandse Leeuw (1963) en Commandeur in de Orde van Oranje-Nassau (1974). Ze overleed in 1986, op 82-jarige leeftijd.
- Biografisch Portaal: 99768311
- Parlement.com: vg09lldjczvx